# Kim Cattrall
Kim Victoria Cattrall (Liverpool, Anglaterra, 21 d'agost de 1956) és una actriu anglesa, coneguda pels seus papers de Ema "Emmy" Hasure a la pel·lícula Mannequin, la cadet Karen Thompson a la pel·lícula Boja acadèmia de policia i com a Samantha Jones a la sèrie de televisió Sex and the City.

## Trajectòria
Es va criar a l'Illa de Vancouver. Als 16 anys es va traslladar a Nova York, on va anar a l'American Academy of Dramatic Arts. Al graduar-se, el director cinematogràfic Otto Preminger la va contractar durant cinc anys per a treballar en el cinema.
Un any després Universal Studios va comprar el seu contracte i es convertir en una de les participants del Universal Contract Player System. També apareix com a convidada estelar en nombroses sèries de televisió, que la va dur a fer papers protegonistes amb l'actor Jack Lemmon.
Va tenir una nominació pel premi Genie com a actriu principal per la seva interpretació a Ticket to heaven.
Ha protagonitzat una gran quantitat de pel·lícules d'èxit a Hollywood, entre les quals destaquen: Boja acadèmia de policia, Porky's, Mannequin, Mascarada per un crim, Star Trek VI: The Undiscovered Country i Big trouble en Little China.
La seva actuació com a Jamie a la pel·lícula independiente Live nude girls la va destacar la crítica en nombrosos festivals de cinema.
Va interpretar durant sis anys el paper de Samantha a la sèrie de televisió Sex and the City i més tard en la seva versió cinematogràfica Sex and the City: The Movie i Sex and the City 2. També en la sèrie de televisió Tell Me a Story, en el paper de Colleen Sherman.
El 1975 es va casar amb Larry Davis. Després de divorciar-se, el 1982 les seves segones núpcies van ser amb l'arquitecte alemany Andre J. Lyson amb qui va estar fins al 1989. el seu últim marit és Mark Levinson, amb qui es va casar el 1998.

## Filmografia
- Rosebud (1975)
- Deadly Harvest (1976)
- The Bastard (TV) (1978)
- Columbo (TV) (1978)
- Good Against Evil (1977)
- Els Àngels de Charlie (TV) (1979)
- The Night Rider (TV) (1979)
- The Rebels (TV) (1979)
- Crossbar (1979)
- Tribute (1980)
- The Gossip Columnist (1980)
- Porky's (1981)
- Ticket to Heaven (1981)
- Boja acadèmia de policia (1984)
- Sins of the Past (1984)
- Hold-Up (1985)
- City Limits (1985)
- Turk 182 (1985)
- Big trouble en Little China (1986)
- Maniquí (Mannequin) (1987)
- Smokescreen (1988)
- Mascarada per un crim (Masquerade) (1988)
- Palais Royale (1988)
- Midnight Crossing (1988)
- Brown Bread Sandwiches (1989)
- The Return of the Musketeers (1989)
- La foguera de les vanitats (1990)
- Honeymoon Academy (1990)
- Miracle in the Wilderness (1991)
- Star Trek VI: The Undiscovered Country (1991)
- Double Vision (TV) (1992)
- Split Second  (1992)
- Wild Palms (1993)
- Breaking Point (1994)
- Live Nude Girls (1995)
- Above Suspicion (1995)
- Op Center (1995)
- The Heidi Chronicles (1995)
- Every Woman's Dream (1996)
- Unforgettable (1996)
- Where Truth Lies (1996)
- Exception to the Rule (1997)
- Sex and the City (TV) (1998 - 2004)
- Reverant (1998)
- Baby Geniuses (1999)
- Vampirs moderns (Modern Vampires) (1999)
- 15 Minutes (2001)
- Crossroads (2002)
- The Simpsons (veu) (2004)
- The Devil and Daniel Webster (2004)
- Ice Princess (2005)
- The Tiger's Tail (2006)
- Sex and the City: The Movie (2008)
- My Boy Jack (2008)
- Sex and the City 2 (2010)
- Meet Monica Velour (2010)
- The Ghost Writer (2010)
- Glamorous (2023)

## Premis i nominacions

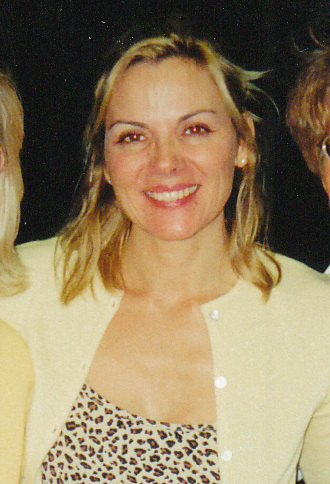
Cattrall a la festa de l'HBO després dels Premis Emmy de 1999

### Globus d'Or
| Any  | Categoria                                                   | Pel·lícula       | Resultat   |
| ---- | ----------------------------------------------------------- | ---------------- | ---------- |
| 2004 | Millor actriu de repartiment de sèrie, minisèrie o telefilm | Sex and the City | Nominada   |
| 2003 | Millor actriu de repartiment de sèrie, minisèrie o telefilm | Sex and the City | Guanyadora |
| 2001 | Millor actriu de repartiment de sèrie, minisèrie o telefilm | Sex and the City | Nominada   |
| 2000 | Millor actriu de repartiment de sèrie, minisèrie o telefilm | Sex and the City | Nominada   |

### Premis del Sindicat d'Actors
| Any  | Categoria                                 | Pel·lícula       | Resultat   |
| ---- | ----------------------------------------- | ---------------- | ---------- |
| 2003 | Millor repartiment de televisió - Comèdia | Sex and the City | Guanyadora |
| 2003 | Millor repartiment de televisió - Comèdia | Sex and the City | Nominada   |
| 2002 | Millor repartiment de televisió - Comèdia | Sex and the City | Nominada   |
| 2001 | Millor repartiment de televisió - Comèdia | Sex and the City | Guanyadora |

### Emmy
| Any  | Categoria                              | Pel·lícula       | Resultat |
| ---- | -------------------------------------- | ---------------- | -------- |
| 2004 | Millor actriu de repartiment - Comèdia | Sex and the City | Nominada |
| 2003 | Millor actriu de repartiment - Comèdia | Sex and the City | Nominada |
| 2002 | Millor actriu de repartiment - Comèdia | Sex and the City | Nominada |
| 2001 | Millor actriu de repartiment - Comèdia | Sex and the City | Nominada |
| 2000 | Millor actriu de repartiment - Comèdia | Sex and the City | Nominada |